# Євген Колесніченко
Євге́н Колесніче́нко (3 травня 1987, Донецьк, Україна — 11 листопада 2022) — український гандболіст та військовик, майстер спорту з гандболу, триразовий чемпіон України у складі донецького «Шахтаря», гравець збірної України з гандболу. 
Загинув 11 листопада під Бахмутом, підірвавшись на міні.
У Євгена залишилися дружина Євгенія і троє дітей.
Євгена провели в останню путь у Михайлівському золотоверхому монастирі.

## Дивіться також
- Список українських спортсменів, тренерів і функціонерів, що загинули під час Революції гідності чи внаслідок російської агресії в Україні